# Vanessa Mångsén
Vanessa Mångsén, född 20 december 1983, är en svensk före detta fotbollsspelare (anfallare).
Mångséns moderklubb är Obbola IK. Hon spelade även i Mariehem SK och Umeå DFF innan hon gick till Umeå Södra FF 2003. Hon var med när klubben tog steget upp i Allsvenskan 2008, och spelade 21 matcher när klubben direkt åkte ur Damallsvenskan.